# Metaclisis phragmitis
Metaclisis phragmitis är en stekelart som beskrevs av Debauche 1947. Metaclisis phragmitis ingår i släktet Metaclisis och familjen gallmyggesteklar. Inga underarter finns listade i Catalogue of Life.